# Haute École Lucia de Brouckère
De Haute École Lucia de Brouckère (HELdB) is een Franstalige hogeschool met campussen te Anderlecht in het Brussels Hoofdstedelijk Gewest en Geldenaken in Waals-Brabant, vernoemd naar de Belgische scheikundige Lucia de Brouckère. Ze ontstond op 1 september 1996 door fusie van enkele toenmalige instellingen voor hoger onderwijs, het Institut Haulot, het Institut Meurice, het Institut supérieur économique, het Institut supérieur pédagogique et économique evenals de site Ferry.